# Origine des Étrusques

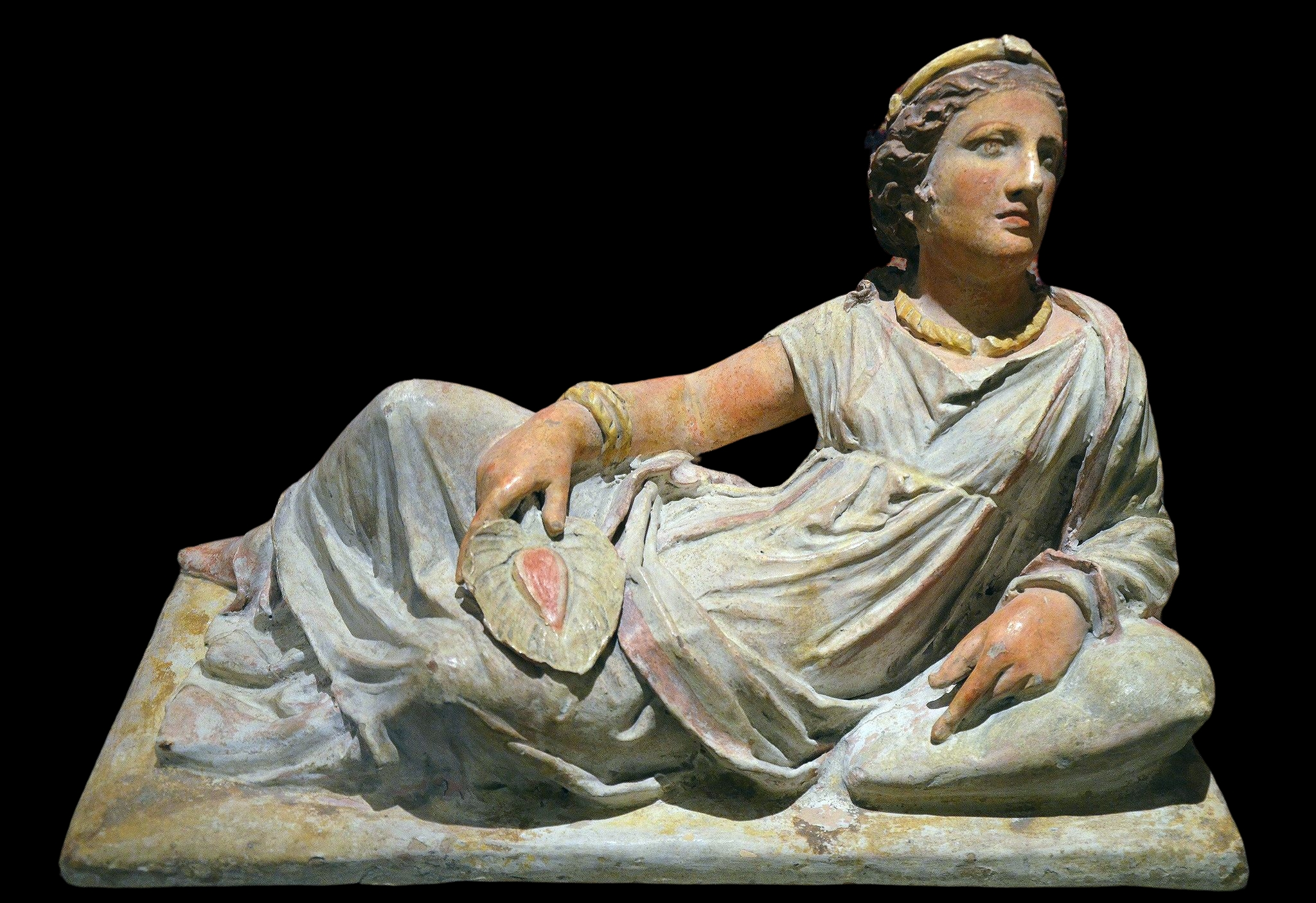
Femme étrusque, statue en terre cuite,, trouvée à Chiusi, conservée à Karlsruhe

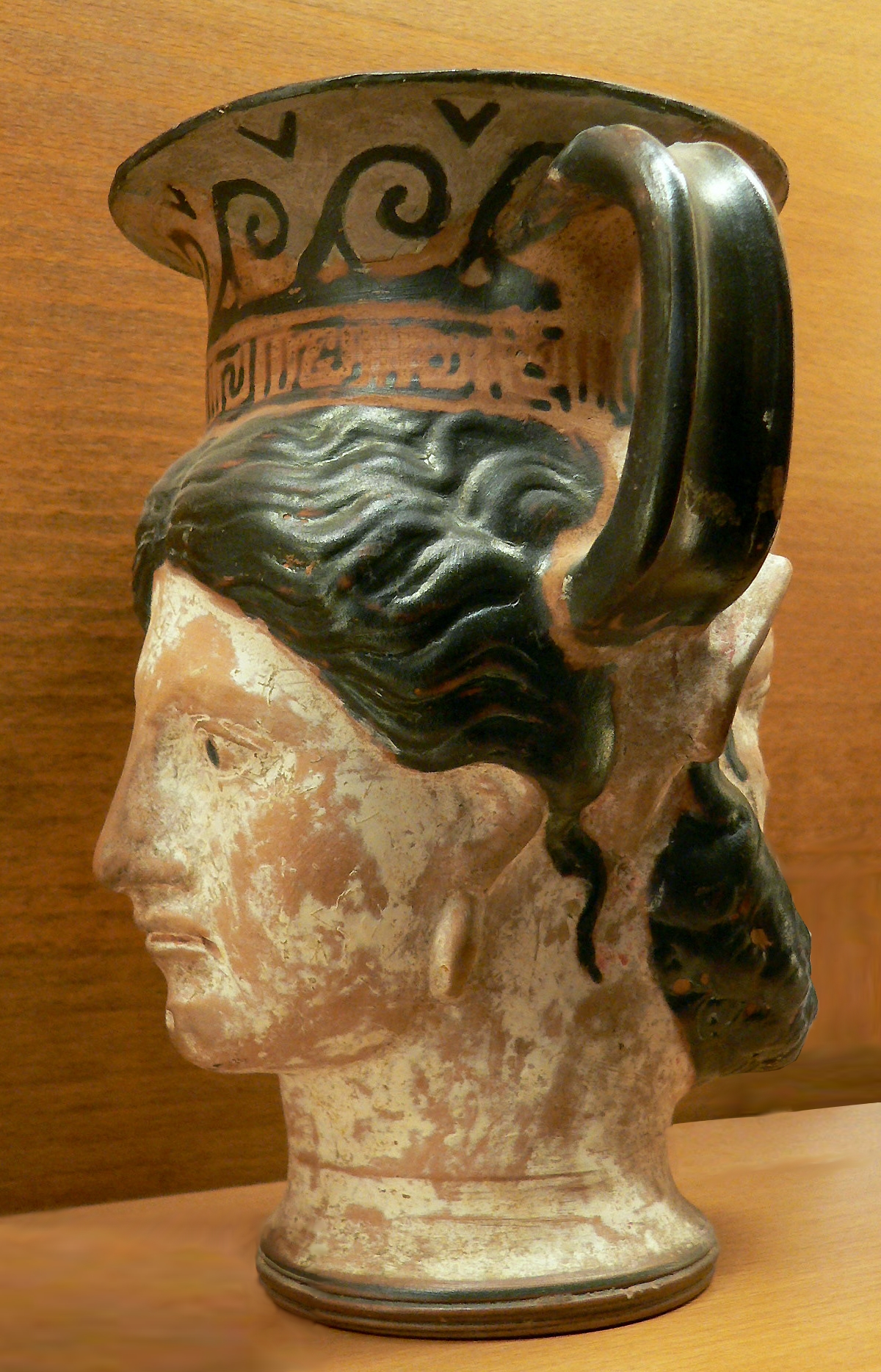
Canthare janiforme (deuxième moitié du), Paris, musée du Louvre.

Comme pour beaucoup d'autres peuples antiques, les avis des auteurs anciens comme des chercheurs modernes diffèrent à propos de l'origine des Étrusques, qu'elle soit exogène ou autochtone, sans que les uns soient nécessairement exclusifs des autres. Le consensus actuel des archéologues, des linguistes et des généticiens favorise toutefois l'hypothèse d'un développement autochtone issu de la culture de Villanova.

## Historiographie
Selon Jean-Paul Thuillier, dès l'Antiquité les différentes traditions se réfèrent très majoritairement à une origine orientale anatolienne, mais « le caractère mythique, fantaisiste ou idéologique de ces théories antiques a conduit aujourd'hui les chercheurs à laisser quelque peu de côté la question des origines », le débat restant donc ouvert et « loin d'être clos ».

### Hypothèse septentrionale
Selon une tradition, soutenue par Tite-Live, les Étrusques seraient venus du nord,. Néanmoins cette thèse est rarement retenue par les chercheurs modernes.
Une hypothèse proche, émise en 1753 par Nicolas Fréret et reprise par Theodor Mommsen au siècle suivant, suggère que les Étrusques viendraient des Rhètes, qui étaient implantés dans les Alpes orientales et leur sont linguistiquement apparentés, d'après les inscriptions connues. Cette thèse, sans autre trace dans la tradition antique qu'une mention de Tite-Live, est rejetée par Dominique Briquel.

### Hypothèse anatolienne

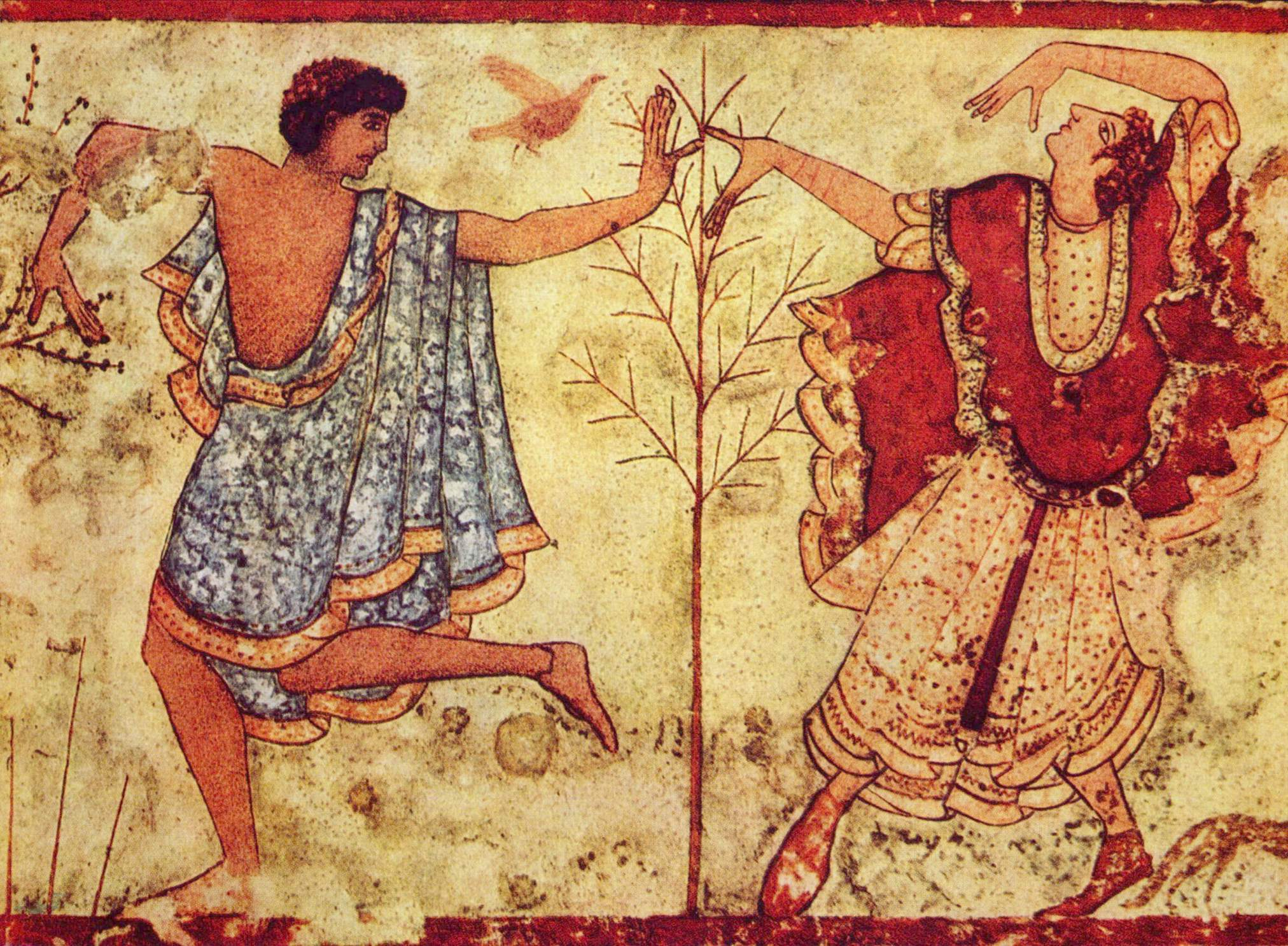
Couple de danseurs, tombe du Triclinium, vers -470

Selon Hérodote, les Étrusques auraient émigré de Lydie, en Asie Mineure, à cause d'une longue famine qui aurait poussé leur roi Atys à envoyer la moitié de son peuple à Smyrne, d'où ils se seraient embarqués pour l'Ombrie sous l'autorité de son fils Tyrrhenus,.
Virgile affirmait dans l'Énéide qu'Énée et ses compatriotes Troyens (d'Asie Mineure) auraient fondé Rome, mais qu'ils auraient été eux-mêmes descendants d'un certain Dardanos originaire de Cortone, en Étrurie, bien que dans le Catalogue des Troyens Énée soit associé à Dardanus, ville d'Asie Mineure.
Bernard Sergent faisait l'hypothèse en 1995 que les Étrusques quittèrent la Troade à la fin du XIIIe siècle av. J.-C. La Troade, ou Taruiša pour les Hittites, était une région qui s'étendait vers l'est et vers le nord (Basse-Thrace) où elle prend parfois le nom de Teucrie. Il identifie les Étrusques parmi les peuples de la mer, dont certains étaient appelés Turša (Teresh) et Tjeker ou Tjekru par les Égyptiens. Il les situe plus tard en Crète (d'où le style crétois d'objets découverts dans le nord du Latium et le sud de l'Étrurie) et enfin en Italie centrale. Toutefois, les artéfacts trouvés ont pu voyager au gré des échanges commerciaux.
Robert Stephen Paul Beekes, de l'université de Leyde, pensait en 2003 que le territoire d'origine des Étrusques se situait un peu plus au nord que la Lydie, souvent proposée par les étruscologues,.

### Hypothèse locale
Selon une tradition soutenue par Denys d'Halicarnasse, les Étrusques seraient autochtones.

### Hypothèse égéenne
Denys d'Halicarnasse mentionne aussi Hellanicos de Lesbos, pour qui les Étrusques auraient été des Pélasges.
Les Grecs mentionnent un peuple des Tyrrhéniens ou Tyrséniens, établis anciennement en mer Égée, et principalement à Lemnos. On a en effet trouvé dans cette île une inscription et quelques graffitis dans une langue, appelée lemnien, qui paraît très proche de l'étrusque.

### Hypothèse composite
Massimo Pallottino, fondateur de l'étruscologie moderne et reconnu comme l'un des plus grands étruscologues, établissait une distinction entre la « provenance » et la « formation ethnique ». Ainsi, il considérait que l'émergence de la civilisation étrusque ne pouvait pas résulter d'une seule migration, mais était le fruit d'un long processus de formation à partir d'apports multiples (à la fois autochtones villanoviens et exogènes, orientaux ou autres) : il soulignait que c'est le cas de la plupart des grandes civilisations : les Hittites, les Celtes, les Grecs, les Romains et que le défaut des théories sur les origines des Étrusques provient « du fait qu'on s'était attelé à un problème concernant la provenance alors qu'il ne s'agissait que d'un problème de formation ethnique ». Pour Massimo Pallottino les Étrusques ont eu diverses origines et composantes qui dans le temps ont fini par constituer leur identité ethnique.

« Nous devons considérer le terme d'« Étrusque » comme un concept se rapportant à la nation qui s'est développée en Étrurie entre les VIIIe et Ve siècles av. J.-C. Nous pouvons discuter de la provenance de chacun de ses éléments mais le concept le plus approprié serait celui de sa formation. Le processus de formation de la nation ne peut avoir eu lieu sur le seul territoire des Étrusques, et nous sommes en mesure d'assister à la phase finale de ce processus. »

— Massimo Pallottino, Les Étrusques, p. 68-69, 1942.

## Archéologie
L'archéologie indique que les Étrusques sont issus de la culture de Villanova. Cette culture de l'âge du fer s'étendait de l'Italie du Nord à la Campanie. Influencés par les Phéniciens au VIIe siècle av. J.-C. puis par les Grecs, les Villanoviens ont développé une culture originale imprégnée d'esthétique orientalisante. La civilisation étrusque serait ainsi née des contacts d'un peuple autochtone avec les civilisations maritimes de la Méditerranée orientale, tout comme les Romains ont été par la suite influencés par les Étrusques et par les Grecs. Ceci concorde avec la naissance de la civilisation étrusque entre les VIIIe et VIIe siècles av. J.-C. (la période dite « orientalisante » de la culture latiale), et les nombreuses affinités qu'on note dans les usages et coutumes, la langue, l'art et la religion des Étrusques avec le monde égéen.
La culture de Villanova est elle-même issue de la culture protovillanovienne, datée de l'âge du bronze final, vers 1200 à 900 av. J.-C..

## Génétique

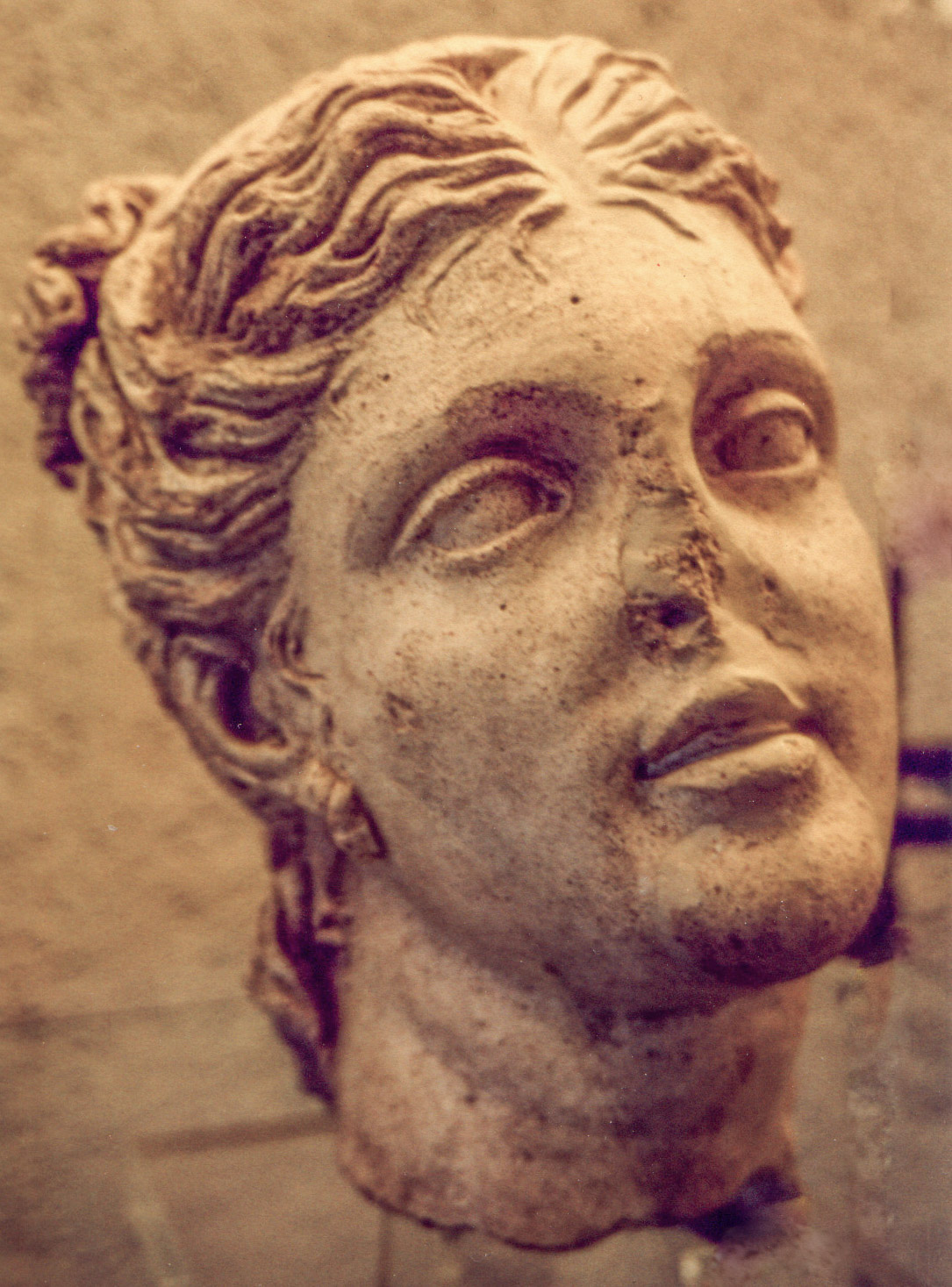
Visage féminin étrusque

### ADN mitochondrial
Une analyse de l'ADN mitochondrial de 80 individus ayant vécu en Étrurie entre le VIIe et le IIe siècle av. J.-C., réalisée par l’équipe de chercheurs du département de biologie de l’université de Ferrare, sous la direction du professeur Guido Barbujani, et publiée en 2004, révèle que ces individus formaient un groupe génétiquement homogène.
En 2007, une étude dirigée par Alberto Piazza de l'université de Turin, basée sur une population moderne de Toscans dont les familles étaient originaires depuis trois générations au moins de villes et de localités historiquement fortement liées aux métropoles les plus importantes d'Étrurie, montre que l’ADN mitochondrial de l'échantillonnage présente en partie des similitudes avec celui des populations anatoliennes (Asie Mineure) et de l'île de Lemnos.
Une étude de 2013 sur l'ADNmt d'individus associés aux Étrusques n'a trouvé aucune preuve de continuité génétique entre les Étrusques et les populations actuelles de la même région, à l'exception de quelques endroits isolés en Toscane, comme celles des régions de Volterra et particulièrement du Casentino,.

### ADN autosomal
Une étude de 2021, coordonnée par les universités de Florence, d'Iéna et de Tübingen et impliquant des chercheurs d'Italie, d'Allemagne, des États-Unis, du Danemark et du Royaume-Uni, ayant analysé pour la première fois des génomes complets, étudie l'origine et l'héritage des Étrusques en analysant le génome de 82 individus du centre et du sud de l'Italie ayant vécu entre 800 av. J.-C. et 1000 apr. J.-C.
Selon cette étude, les génomes étudiés sont étroitement liés à ceux des autres Italiques. Les individus étudiés peuvent être modélisés comme étant issus, d'une part de la culture campaniforme du nord de l'Italie (50% de leur ascendance est liée aux populations de la culture campaniforme d'Europe occidentale), et d'autre part des populations de l'âge du fer du sud de l'Europe (Ibérie, Croatie et Grèce). L'étude montre également que des niveaux substantiels d'ascendance pontique étaient largement répandus, et ce de façon homogène, dans toute l'Italie centrale à l'âge du fer. La péninsule abritait pourtant à cette époque à la fois des locuteurs de langues indo-européennes, telles que les langues italiques et celtiques, et non indo-européennes, comme l'étrusque,,,.
Ainsi, si la langue étrusque est une langue relique antérieure aux expansions indo-européennes, elle représenterait alors un exemple de continuité linguistique malgré une grande discontinuité génétique.
L'étude de 2021 montre d'importants changements génétiques associés à des événements historiques postérieurs à la période étrusque, notamment au cours de la première moitié du premier millénaire de notre ère, une plus grande affinité génétique avec les populations de l'est de la Méditerranée, distribué dans l'espace génétique occupé par les populations actuelles du sud-est de l'Europe et lié aux déplacements de populations durant la période de la Rome impériale, puis, à partir du haut Moyen Âge, un apport génétique d'ascendance nord-européenne au cours de la période lombarde. La comparaison entre les anciennes populations médiévales et la population toscane actuelle suggère enfin une forte continuité génétique depuis le Moyen-Âge